# 賀博
賀博（直译：「羅伯特·臧·辛頓」，2006年2月20日—）為美國男子籃球運動員，場上位置為得分后卫，現效力於常春藤盟校哈佛大学。

## 籃球生涯
| 姓名    | 家鄉                                                            | 高中         | 身高                 | 體重        | 承諾日        |
| ------- | --------------------------------------------------------------- | ------------ | -------------------- | ----------- | ------------- |
| 賀博 SG | 加利福尼亚州北好萊塢                                            | 哈佛西湖学校 | 6英尺5英寸（1.96米） | 190磅（86） | 2022年9月29日 |
| 賀博 SG | 招募星级： Scout： N/A Rivals： 247Sports： ESPN： ESPN評分：81 |              |                      |             |               |

- 參考資料：[3][4][5]

賀博自四歲起接觸籃球。美國媒體將賀博評比為四星高中生（四星為排名全美高中生第26名至第100名之間）。2022年9月賀博升上哈佛西湖学校三年級時承諾2024年進入哈佛大学就讀。2024年1月10月，賀博入圍2024年麥當勞高中全明星賽提名名單（Nominee List），男子組共有362名球員入圍。
2018年在中華民國籃球協會告知下賀博於12歲取得了中華民國護照，由於16歲以前就取得中華民國護照，若代表中華男籃出賽時可不佔用歸化球員名額。2023年7月賀博與哥哥賀丹一同入選威廉瓊斯盃男籃賽中華白隊，賀博在該屆賽事的場均表現為13.9分、3籃板、1.8助攻。

## 國家隊生涯
2025年7月31日，賀博入選中華男籃參加2025年亞洲盃籃球賽。

## 個人生活
他的父親羅伯特·辛頓（Robert Hinton）是非裔美國人，母親臧珍卓為臺灣人，15歲到美國讀書，賀博的曾外祖父是飛行員，外祖父則是廣播節目製作人，外祖母潘爾豪1949年前往臺灣，退休前從事教職，前NBA球員理查德·汉密尔顿是父親的親戚。賀博的母親考量臧姓鮮為人知，賀博的英文名字直譯不像華人，於是採辛頓（Hinton）諧音「賀」取名為能代表華人的名字「賀博」。

## 外部連結
- 賀博在fiba.basketball（英语）
- 賀博在Sports-Reference.com（NCAA）（英语）
- 賀博在Eurobasket.com（球員）（英语）
- 賀博在Proballers（英语）
- 賀博在RealGM（球員）（英语）